# Distrito de Mima
El distrito de Mima (美馬郡 Mima-gun?) es un distrito localizado en la prefectura de Tokushima, Japón. En junio de 2019 tenía una población estimada de 7.877 habitantes y una densidad de población de 40,4 personas por km². Su área total es de 194,84 km².

## Localidades
- Tsurugi